# Koczko-Pożarki
Koczko-Pożarki (ros. Кочко-Пожарки) – wieś (sieło) w Rosji, w obwodzie niżnonowogrodzkim, w rejonie siergackim. W 2010 liczyła 704 mieszkańców, głównie Tatarów.

## Urodzeni
- Szazam Safin – radziecki zapaśnik.